# Очікувані коефіцієнти захисту респіраторів
Очікуваний коефіцієнт захисту респіратора (ОКЗ, assigned protection factor APF) — це (за визначенням ) той ступінь (коефіцієнт) захисту, який повинен забезпечити справний респіратор за його безперервного використання у виробничих умовах (тобто — відношення концентрації шкідливих речовин зовні маски в зоні дихання до концентрації під маскою). До того-ж маска підбирається окремо для кожного робітника, а її відповідність обличчю за формою та розміром, перевіряється інструментально, тобто забезпечується щільне прилягання по обрису торкання.

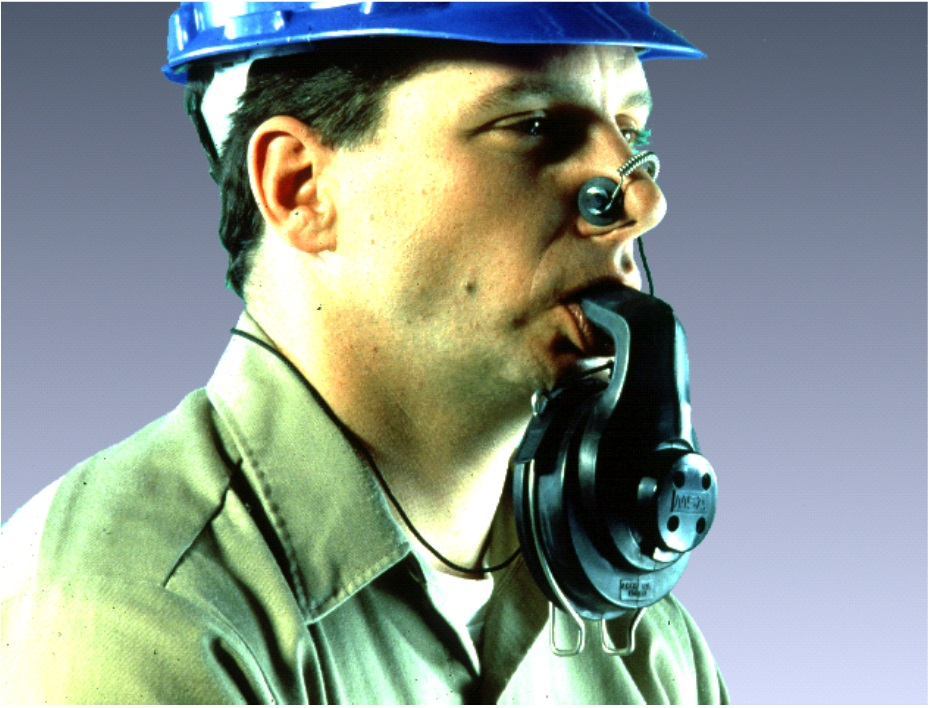
Саморятувальник з загубником і носовим затискачем - очікуваний КЗ від 100

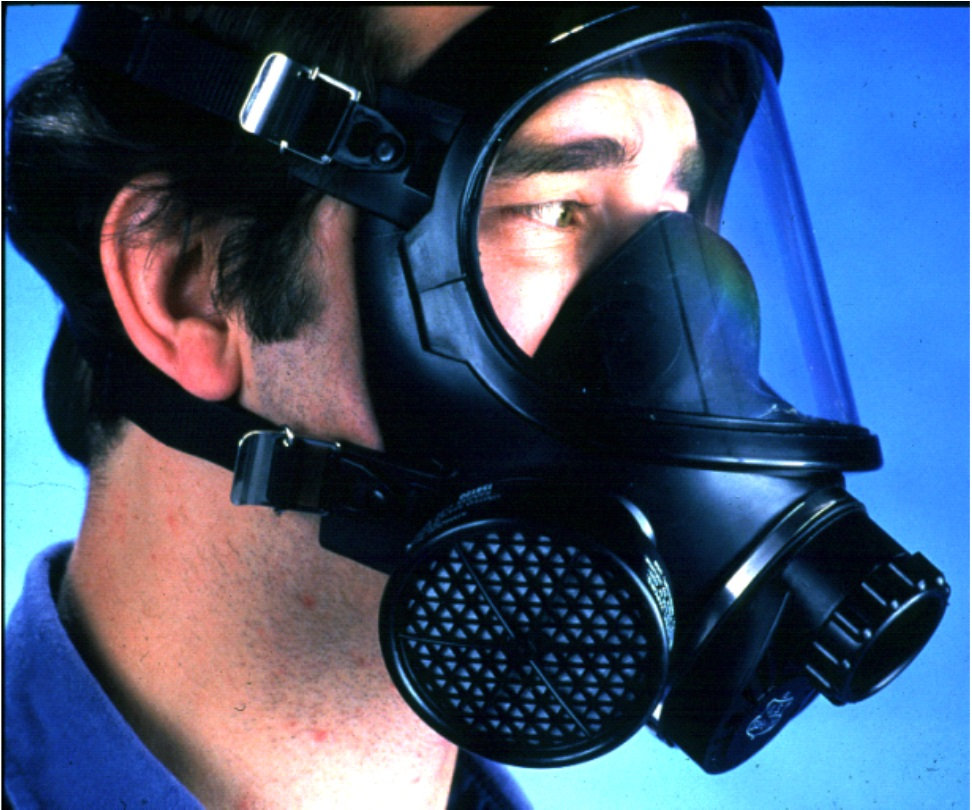
Повнолицьова маска з фільтрами - очікуваний КЗ від 50

## Захисні властивості респіраторів
Вимірювання коефіцієнта захисту КЗ респіратора і в лабораторних, і у виробничих умовах показали, що він дуже мінливий (див. Випробування респіраторів у виробничих умовах). Навіть у разі виконання однакових рухів одним і тим же робітником, який використовує той самий респіратор (в контрольованих лабораторних умовах) виходять різні значення. Причина в тому, що між маскою респіратора та обличчям працівника під час роботи через сповзання маски і зміну форми обличчя, можуть виникати, змінюватися і зникати зазори, крізь які під маску під час вдиху, може потрапити деяка кількість невідфільтрованого повітря. Це робить коефіцієнт захисту випадковою величиною, і ускладнює встановлення межі області допустимого застосування респіратора. Наприклад, в дослідженні у респіратора-півмаски при виконанні фарбування у виробничих умовах, було отримано середній КЗ = 230 000, а в дослідженні в лабораторних умовах у повнолицьової маски були отримані середні КЗ = 25 і 30. Але це не означає, що півмаски захищають краще, ніж повнолицьові маски. Навпаки, зазвичай ступінь захисту півмаски нижче, ніж у повнолицьової маски, що і відбивають стандарти, котрі регулюють вибір і організацію застосування респіраторів в розвинених країнах. Наприклад в США забороняється використовувати півмаски з фільтрами найвищої якості у разі забрудненості повітря вище 10 ГДК, а повнолицьові маски, які загалом більш надійні, можна використовувати за забрудненості повітря до 50 ГДК.

## Збереження здоров'я робітників під час використання респіраторів з несталими захисними властивостями

### Основи організації респіраторного захисту
Як слід використовувати респіратори з несталими захисними властивостями, щоби зберегти здоров'я робітників? 1984 року після чергового вимірювання захисних властивостей респіраторів у виробничих умовах , яке знову показало, що КЗ — непостійний, вчені Стівен Ленхарт і Дональд Кемпбел запропонували обмежити область допустимого застосування респіраторів таким чином, щоби за їх використання у виробничих умовах в > 95% випадків КЗ респіратора, був чисельно вище забрудненості вдихуваного повітря (вираженої в ГДК). Це був компроміс, тому що з одного боку, через несталість захисних властивостей респіратора уникнути випадків, коли КЗ нижче забрудненості повітря, можна тільки при дуже сильному зменшенні (очікуваних коефіцієнтів захисту) ОКЗ, а з іншого боку, під час роботи зі шкідливими речовинами низької і помірної токсичності, рідкісні випадки впливу які перевищують ГДК, не призведуть до погіршення здоров'я (середній вплив буде все ж таки менше ГДК). Ця пропозиція піддалася колективному обговоренню американськими і європейськими фахівцями з промислової гігієни, і з тих пір межа «95%» стала використовуватися для оцінювання підсумків випробувань респіраторів (зараз, головним чином, за традицією).

### Статистична обробка
Проаналізувавши численні підсумки випробувань респіраторів різних типів за відмінних виробничих умов, при імітації виконання роботи в лабораторних умовах і під час виконання стандартного набору вправ, провівши статистичну обробку результатів цих вимірів, і обговоривши підсумки з експертами, американські фахівці визначили значення ОКЗ для респіраторів різних типів. Важливо відзначити, що коефіцієнт захисту респіратора — випадкова величина, і немає ніякої впевненості у тому, що КЗ респіратора завжди буде вище його Очікуваного КЗ. Тому була зроблена рекомендація для роботодавців — намагатися робити вимірювання фактичного ступеня захисту респіраторів безпосередньо під час роботи у виробничих умовах (щоби перевірити — який справжній ступінь захисту).

### Умови застосування
Крім того, ці величини стосуються не окремого респіратора, а цілої системи «робітник-респіратор», і вони справедливі за виконання певних умов, зазначених у визначенні:
- Справний стан респіратора. Законодавство[5] зобов'язує роботодавця організувати техобслуговування застосовуваних респіраторів та їх перевірки. Обговорення захисних властивостей несправного респіратора — безглузде.
- Безперервне носіння. Наприклад, якщо робітник не буде використовувати респіратор тоді, коли він заходиться в забрудненій атмосфері, то безглуздо обговорювати захисні властивості респіратора. Робітник повинен використовувати респіратор правильно (завжди, коли забрудненість повітря вище ГДК), а роботодавець мусить усунути причини, які заважають це робити (висока температура, потреба розмовляти), або зменшити навантаження на робітника.
- Для правильного застосування респіратора, працівник повинен обов'язково пройти навчання і потренуватися — і до початку роботи в забрудненій атмосфери, і пізніше — періодично. Законодавство зобов'язує роботодавця проводити початкове і періодичне навчання.
- Індивідуальний підбір і інструментальна перевірка маски респіратора. Випробування респіраторів показали, що коли маска респіратора відповідає обличчю працівника за формою і розміром, то вона менше схильна сповзати під час роботи, і між маскою та обличчям рідше утворюються зазори. Тому у разі індивідуального підбору маски і перевірки наявності зазорів, її захисні властивості будуть, в середньому, помітно вище. Роботодавець зобов'язаний надати працівнику можливість вибрати найбільш зручну маску з декількох запропонованих, і потім приладом перевірити наявність зазорів.

За виконання цих умов, (див. Статтю Законодавче регулювання вибору та організації застосування респіраторів), згідно «Керівництву з вибору респіраторів» 2004р Національного інституту охорони праці NIOSH респіратори різних будов, мають зазначені нижче значення ОКЗ:

## Значення Очікуваних Коефіцієнтів Захисту (ОКЗ) респіраторів різних типів

### Таблиця 1. Протиаерозольні респіратори[1]
| ОКЗ (†) | Тип респіратора |
| ------- | --- |
| 5       | Четвертьмаска |
| 10      | Будь-яка півмаска з придатними протиаерозольними фільтрами (††) Будь-яка фільтрувальна півмаска з придатного фільтрувального матеріалу (††, †††) Будь-яка повнолицьова маска з придатними протиаерозольними фільтрами (††) Будь-який респіратор з примусовим подаванням повітря під півмаску шлангом |
| 25      | Будь-який респіратор з примусовим подаванням очищеного повітря з шоломом або каптуром і високоефективними протиаерозольними фільтрами Будь-який респіратор з безперервним подаванням повітря шлангом з шоломом або каптуром |
| 50      | Повнолицьова маска з високоефективними протиаерозольними фільтрами Будь-який респіратор з примусовим подаванням очищеного повітря під щільно прилеглу півмаску або повнолицьову маску і високоефективним фільтром Будь-який шланговий респіратор з повнолицьовою маскою і подаванням повітря за потребою Будь-який шланговий респіратор з безперервним подаванням повітря під півмаску або повнолицьову маску Будь-який дихальний апарат з повнолицьовою маскою і подаванням повітря за потребою |
| 1000    | Будь-який шланговий респіратор постійного надмірного тиску з півмаскою |
| 2000    | Будь-який шланговий респіратор постійного надмірного тиску з повнолицьовою маскою |
| 10000   | Будь-який дихальний апарат постійного надмірного тиску з повнолицьовою маскою Будь-який шланговий респіратор постійного надмірного тиску з повнолицьовою маскою з додатковим дихальним апаратом постійного надмірного тиску |

† Рівень захисту даного респіратора залежить від: працівника (який повинен виконувати вимоги програми респіраторної захисту, наприклад — OSHA 29 CFR 1910.134) ; використання респіраторів, сертифікованих  Національним інститутом охорони праці NIOSH за їх допустимої комплектації; виконання перевірки відповідності маски респіратора обличчю працівника за формою і розміром, щоб уникнути використання лицьових частин, не здатних щільно прилягати до обличчя робітника. 
†† «Відповідний» — означає, що фільтр або фільтрувальний матеріал може використовуватися проти наявного аерозолю. 
††† Можна забезпечити ОКЗ = 10 лише у разі кількісної або якісної інструментальної перевірки відповідності маски респіратора обличчю робітника — індивідуально.

### Таблиця 2. Протигазні респіратори[1]
| ОКЗ (†) | Тип респіратора |
| ------- | --- |
| 10      | Будь-які півмаски з придатними протигазними фільтрами (††) Будь-який респіратор з примусовим подаванням повітря під півмаску шлангом |
| 25      | Будь-який респіратор з примусовим подаванням очищеного повітря з шоломом або каптуром і придатними протигазними фільтрами (††) Будь-який респіратор з безперервним подаванням повітря шлангом з шоломом або каптуром |
| 50      | Повнолицьова маска з придатними протигазними фільтрами (††) Будь-який респіратор з примусовим подаванням очищеного повітря під щільно прилеглу півмаску або повнолицьова маска і придатними протигазними фільтрами (††). Будь-який шланговий респіратор з повнолицьовою маскою і подаванням повітря за потребою Будь-який шланговий респіратор з безперервним подаванням повітря під півмаску або повнолицьову маску Будь-який дихальний апарат з повнолицьовою маскою і подаванням повітря за потребою |
| 1000    | Будь-який шланговий респіратор постійного надмірного тиску з півмаскою |
| 2000    | Будь-який шланговий респіратор постійного надмірного тиску з повнолицьовою маскою |
| 10000   | Будь-який дихальний апарат постійного надмірного тиску з повнолицьовою маскою Будь-який шланговий респіратор постійного надмірного тиску з повнолицьовою маскою з додатковим дихальним апаратом постійного надмірного тиску |

† Рівень захисту такого респіратора залежить від: працівника (який повинен виконувати вимоги програми респіраторного захисту, наприклад - OSHA 29 CFR 1910.134) ; використання респіраторів, сертифікованих  Національним інститутом охорони праці NIOSH за їх допустимої комплектації; виконання перевірки відповідності маски респіратора обличчю працівника за формою і розміром, щоб уникнути використання лицьових частин, не здатних щільно прилягати до обличчя робітника. 
†† Обрані протигазні фільтри повинні бути сертифіковані для використання в тих умовах, де їх будуть застосовувати 

### Таблиця 3. Комбіновані респіратори[1]
| ОКЗ (†) | Тип респіратора |
| ------- | --- |
| 10      | Будь-яка півмаска з придатними протигазними фільтрами (††) в поєднанні з придатними протиаерозольними фільтрами (†††) Будь-яка повнолицьова маска з придатними протигазними фільтрами (††) в поєднанні з придатними протиаерозольними фільтрами (†††) Будь-який респіратор з примусовим подаванням повітря під півмаску по шлангом |
| 25      | Будь-який респіратор з примусовим подаванням очищеного повітря з шоломом або каптуром і придатними протигазними фільтрами (††) в поєднанні з високоефективними протиаерозольними фільтрами Будь-який респіратор з безперервним подаванням повітря шлангом з шоломом або каптуром |
| 50      | Повнолицьова маска з придатними протигазними фільтрами (††) в поєднанні з високоефективними протиаерозольними фільтрами Будь-який респіратор з примусовим подаванням очищеного повітря під щільно прилеглу півмаску або повнолицьову маску і придатними протигазними фільтрами (††) в поєднанні з високоефективними протиаерозольними фільтрами Будь-який шланговий респіратор з повнолицьовою маскою і подаванням повітря за потребою Будь-який шланговий респіратор з безперервним подаванням повітря під півмаску або повнолицьову маску Будь-який дихальний апарат з повнолицьовою маскою і подаванням повітря за потребою |
| 1000    | Будь-який шланговий респіратор постійного надмірного тиску з півмаскою |
| 2000    | Будь-який шланговий респіратор постійного надмірного тиску з повнолицьовою маскою |
| 10000   | Будь-який дихальний апарат постійного надмірного тиску з повнолицьовою маскою Будь-який шланговий респіратор постійного надмірного тиску з повнолицьовою маскою з додатковим дихальним апаратом постійного надмірного тиску |

† Рівень захисту даного респіратора залежить від: працівника (який повинен виконувати вимоги програми респіраторної захисту, наприклад - OSHA 29 CFR 1910.134) ; використання респіраторів, сертифікованих  Національним інститутом охорони праці NIOSH за їх допустимої комплектації; виконання перевірки відповідності маски респіратора обличчю працівника за формою і розміром, щоб уникнути використання лицьових частин, не здатних щільно прилягати до обличчя робітника. 
†† Обрані протигазні фільтри повинні бути сертифіковані на відповідність тим газоподібним забрудненням, які очікуються на робочому місці. 
††† «Відповідний» означає, що фільтри або фільтрувальний матеріал можуть використовуватися для захисту від аерозолю на робочому місці. 
Також дивись . 

### Протиаерозольні фільтри
Класифікація протиаерозольних респіраторів і фільтрів в США і ЄС відрізняється. «Найгірший» американський респіратор не пропускає більше 5% аерозолю (це близько до FFP2), тому в США у всіх протиаерозольних півмасок ОКЗ = 10. Респіратори європейського першого класу FFP1 в США не сертифікують і не використовують. Маркування протиаерозольних фільтрів в США і ЄС дозволяє визначити, чи призначені вони лише для захисту від твердих частинок, або їх можна використовувати для захисту від аерозолю мінеральної оливи (США) і туману (ЄС). Високоефективні американські фільтри N100, R100 або Р100 (99.97%) приблизно відповідають європейським Р3 (99.95%). 
Стандарти Російської Федерації схожі на стандарти ЄС, але маркування фільтрів в РФ не дозволяє встановити — чи можна використовувати його для захисту від рідких частинок, мінеральної оливи.

## Висновок
Велика кількість наукових досліджень дозволило визначити, за яких умов правильне використання респіраторів різних конструкцій дозволяє зберегти здоров'я робітників. Отримані результати були закріплені у вигляді вимог законодавства, яке в розвинених країнах регулює вибір і організацію застосування респіраторів, і яке зобов'язаний виконувати роботодавець (Див. Законодавче регулювання вибору та організації застосування респіраторів). На жаль, ні в радянські часи не було, ні тепер, в Україні нема нормативних документів, 'обов'язкових для застосування', які б чітко визначали — коли які респіратори можна використовувати, а коли — не можна, і як треба організувати їх застосування для збереження здоров'я робітників. 
У той же час, оскільки потреба в таких документах існувала завжди, різні фахівці і організації неодноразово розробляли різні методичні вказівки, інструкції і тому подібні документи, в яких намагалися дати відповідь на життєво-важливе питання — коли які респіратори можна використовувати, а коли не можна, і як їх використовувати (Див. Літературу часів СРСР і РФ), нижче. 
Важливо відзначити, що абсолютно  всі ці документи не були обов'язковими для застосування —  або мали силу на окремо взятому підприємстві, де розроблялися і застосовувалися. Тому (а також через невеликий наклад), вони не могли забезпечити попередження ушкодження здоров'я, яке виникало через неправильний вибір та застосування заздалегідь недостатньо ефективних респіраторів.

## Див. також

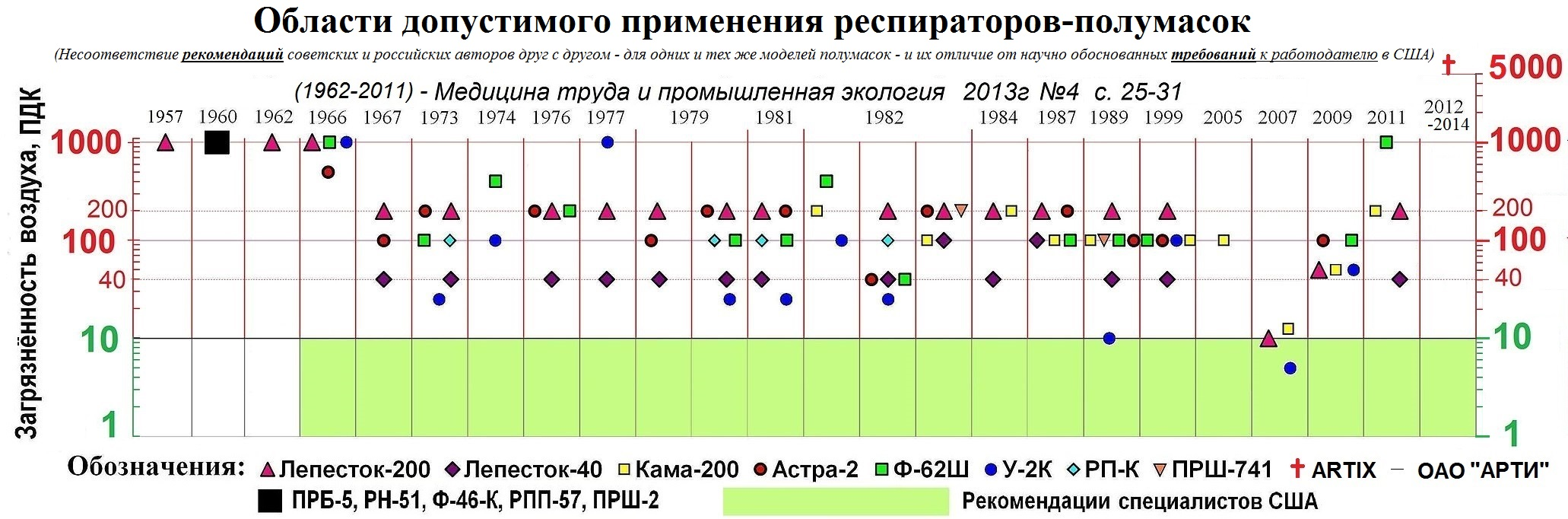
Показані рекомендації радянських і російських авторів, пов'язані з області допустимого застосування респіраторів-напівмасок різних моделей, їх не відповідність один одному, і не відповідність науково обґрунтованим вимогам стандартів з охорони праці та рекомендаціям фахівців в США